# العقد شريعة المتعاقدين

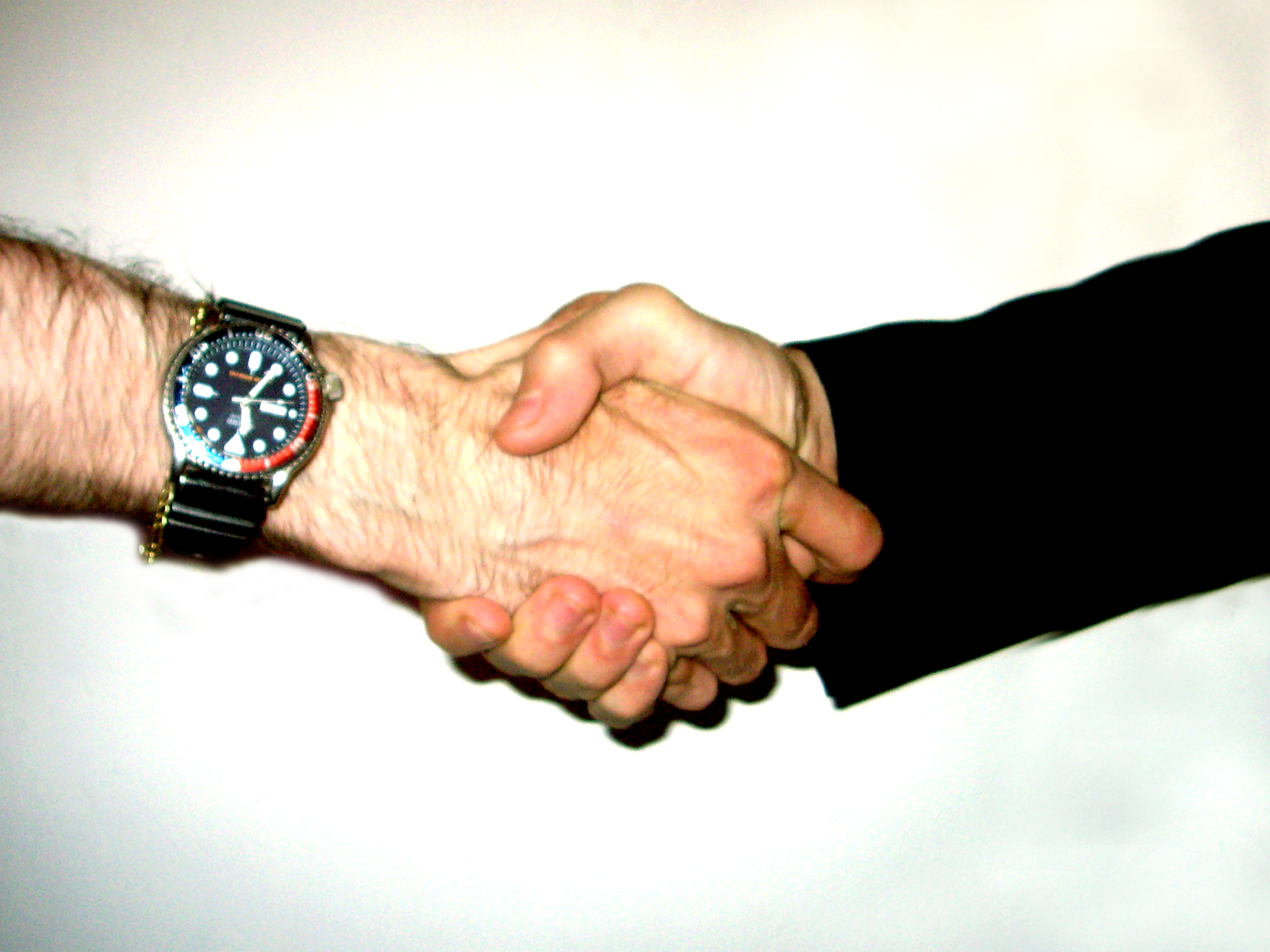

العقد شريعة المتعاقدين)، قاعدة قانونية، ومبدأ أساسي في القانون المدني والقانون الدولي.
ويشير المعنى الأكثر شيوعًا للمبدأ، إلى عقود خاصة مؤكدًا على أن الشروط المضمنة تعتبر قانونًا يسري بين الطرفين، وينطوي على أن عدم الوفاء بالالتزامات يُعد خرقًا للمعاهدة.
ويتعلق هذا المبدأ في اختصاصات القانون المدني بالمبدأ العام للسلوك الصحيح في الممارسات التجارية، بما في ذلك افتراض مبدأ حسن النية والذي يعد شرطًا لفاعلية المنهج برمته، وبالتالي يعاقب قانون بعض الأنظمة أحيانًا الإخلال المحتمل حتى بدون أي عقوبة مباشرة يتحملها أي طرف من الأطراف. إلا أنه، لا تذكر الولايات القضائية العاملة بالقانون العام عادةً مبدأ حسن النية في العقود التجارية، ولذلك فمن غير الملائم ذكر أن مبدأ العقد شريعة المتعاقدين يتضمن مبدأ حسن النية.
بالإشارة إلى الاتفاقيات الدولية، «كل معاهدة سارية المفعول ملزمة لكافة الأطراف المتعاقدة ويجب تنفيذها بحسن نية.» يرتبط العقد شريعة المتعاقدين  بمبدأ حسن النية، في حين أنه لا يتساوى مع حسن النية. وهذا من شأنه أن يخول الدول بأن تقضي بضرورة احترام الالتزامات فضلاً عن الاعتماد على الالتزامات موضع الاحترام. ويعتبر مبدأ حسن النية هذا أساسًا للمعاهدات ويعني أنه لا يمكن للأطراف المتعاقدة بالمعاهدة أن تعتد بأحكام القانون البلدي (المحلي) كمبرر لعدم التنفيذ. إلا أنه، فيما يتعلق باتفاقية فيينا ومبادئ يونيدروا ينبغي الأخذ بعين الاعتبار أنهما تأثرا بشدة باختصاصات القانون المدني. ونستنتج من هذه المصادر أن العقد شريعة المتعاقدين بتضمنه مبدأ حسن النية يعتبر غير صحيح.
ويعتبر القيد الوحيد في مبدأ العقد شريعة المتعاقدين هو القواعد الآمرة الخاصة بالقانون الدولي العام، والتي تسمى jus cogens (قواعد قطعية). كما يسمح المبدأ القانوني clausula rebus sic stantibus الذي يعد جزءًا من القانون العرفي الدولي، بعدم الوفاء بالتزامات المعاهدة بسبب تغير قسري في الظروف.

## وصلات خارجية
- Britannica Online Encyclopedia - Pacta sunt servanda